# Сан-маринская независимая демократическая социалистическая партия
Сан-Маринская независимая демократическая социалистическая партия (итал. Partito Socialista Democratico Indipendente Sammarinese) — малочисленная политическая партия в Сан-Марино, существовавшая с 1957 по 1975 год и сыгравшая значительную роль в политическом кризисе 1957 года. Придерживалась позиций демократического социализма и правоцентризма, была аффилирована с итальянской PSDI. Всё время своего существования входила в коалиционные правительства, формируемые христианскими демократами.

## История
Сан-Маринская независимая демократическая социалистическая партия была основана 14 апреля 1957 года группой из 5 депутатов Генерального совета от Социалистической и Демократической социалистической партий во главе с экс-капитаном-регентом Альваро Казали, которые выступали против существовавшего со времён Второй мировой войны союза сан-маринских социалистов с коммунистами (левая коалиция «Комитет свободы» управляла страной с 1945 года, что вызывало недовольство правящей в соседней Италии Христианско-демократической партии, которая ввела против Сан-Марино серьёзные ограничительные меры). По их мнению, выход Соцпартии из «Комитета свободы» и вступление её в коалицию с Христианско-демократической партией Сан-Марино позволил бы прекратить враждебные действия со стороны Италии и вывести государство из внешнеполитической изоляции. Ещё одной причиной раскола считается одобрение социалистами ввода советских войск в Венгрию, против чего выступила группа Казали.
На парламентских выборах 1955 года СМКП и СМСП сообща получили 35 мандатов против 23 у СМХДП, что дало им условное большинство в Генеральном совете. Однако переход 5 депутатов из СМСП в СМНДСП установил в республиканском парламенте паритет (30 мандатов у партий правительства против 30 у оппозиции). СМНДСП и СМХДП договорились о формировании т.н. «демократического союза» и 18 сентября 1957 года, за день до выборов новых капитанов-регентов, направили действующим лидерам Сан-Марино (беспартийному стороннику компартии Примо Марани и социалисту Джордано Джакомини) документ, в котором известили их об утрате «Комитетом свободы» парламентского большинства. В тот же день депутат от СМКП Аттилио Джаннини примкнул к оппозиции, что вынудило Марани и Джакомини, в соответствии с коалиционным соглашением между коммунистами и социалистами, потребовать от депутатов правящей коалиции заявления об отставке. Получив 34 заявления из 35 (в том числе от депутатов СМНДСП), капитаны-регенты объявили Генеральный совет распущенным с 19 сентября (в соответствии с Избирательным законом 1920 года) и назначили на 3 ноября досрочные парламентские выборы. Однако 19 сентября депутаты «демократического союза» объявили о непризнании роспуска парламента и провозгласили себя «исполнительным советом», спровоцировав тем самым политический кризис. Обе стороны начали вооружать своих сторонников и обратились за поддержкой к дружественным итальянским партиям.
5 октября по призыву СМХДП и СМНДСП в Сан-Марино вошли итальянские войска, вынудившие социалистов и коммунистов сложить оружие. «Комитет свободы» был распущен, власть в Сан-Марино перешла к коалиционному правительству «демократического союза».
В дальнейшем партия неизменно проходила в Генеральный совет (каждый раз занимая 3-е место, уступая коммунистам, но обходя социалистов) и участвовала в совместных с христианскими демократами кабинетах.
В 1975 году Сан-Маринская независимая демократическая социалистическая партия раскололась на более радикальную Объединённую Социалистическую партию и партию «Социалисты за реформы.